# Corny-Machéroménil
Corny-Machéroménil település Franciaországban, Ardennes megyében. Lakosainak száma 193 fő (2022. január 1.). Corny-Machéroménil Auboncourt-Vauzelles, Faissault, Novion-Porcien, Novy-Chevrières és Saulces-Monclin községekkel határos.

## Népesség
A település népességének változása:
| Lakosok száma | 130  | 129  | 142  | 121  | 181  | 189  | 193  | 189  | 193  | 193  |
|               | 1968 | 1982 | 1990 | 2006 | 2013 | 2015 | 2017 | 2019 | 2020 | 2022 |